# فرجينيا برادفورد
فرجينيا برادفورد (7 نوفمبر 1899 - 30 أكتوبر 1995) (بالإنجليزية: Virginia Bradford)‏ كانت ممثلة أمريكية، ولدت بمدينة ممفيس (تينيسي)، من أبرز أعمالها السينمائية جنون المسرح (1927).
كانت متزوجة من الكاتب البريطاني الشهير سيدريك بلفراج.

## أعمالها
- عطا بوي (1926)
- قصة رومانسية بستة طلقات (1926)
- طبيب الريف (1927)
- حطام الزهرة (1927)
- شيكاغو (1927)
- جنون المسرح (1927)
- المال المحدد (1928)
- زوجة كريج (1928)
- الحياة الخاصة لدون جوان (1934)[3]

## وصلات خارجية
صفحة فرجينيا برادفورد IMDb 